# Zolang ik er ben
Zolang ik er ben is een lied van de Marokkaans-Nederlandse rappers Ismo en Lijpe en de Nederlandse rapper Emms. Het werd in 2023 als single uitgebracht.

## Achtergrond
Zolang ik er ben is geschreven door Ismail Houllich, Abdel Achahbar, Emerson Akachar en Rafil Al Soudi en geproduceerd door Rafil. Het is een nummer dat past in het genre nederhop. In het lied rappen de artiesten over de impact die zij kunnen maken op hun eigen leven en omgeving voordat zij ooit sterven. 
Het is niet de eerste keer dat de artiesten met elkaar samenwerken. Ismo en Lijpe hebben samen een album uitgebracht met de titel Tijdloos en hadden onder meer succes met de nummers Wie praat die gaat, Goud, Tot de dood en In love met die paper. Lijpe en Emms waren eerder al te horen op Donkere dagen. Voor Ismo en Emms was het de eerste keer dat zij een hitsingle samen hadden.

## Hitnoteringen
De artiesten hadden succes met het lied in Nederland. Het piekte op de 41e plaats van de Single Top 100 en stond twee weken in deze hitlijst. De Top 40 werd niet bereikt; het lied bleef steken op de 21e plaats van de Tipparade.